# Chodowytschi
Chodowytschi (ukrainisch Ходовичі; russisch Ходовичи Chodowitschi, polnisch Chodowice) ist ein Dorf in der westukrainischen Oblast Lwiw mit etwa 900 Einwohnern (2004).
Die 1738 erstmals schriftlich erwähnte Ortschaft liegt am Ufer des Flusses Stryj und an der Bahnstrecke Stryj–Ternopil 15 km nordöstlich vom Rajonzentrum Stryj und etwa 80 km südlich vom Oblastzentrum Lwiw. Das Dorf ist seit 2020 Teil der Stadtgemeinde Stryj, vorher war es das administrative Zentrum der gleichnamigen Landratsgemeinde im Rajon Stryj, zu der noch das südwestlich angrenzende Dorf Pischtschany gehörte.

## Persönlichkeiten
- Iwan Kolessa (1864–1898), Volkskundler und Ethnograph, hier geboren
- Oleksandr Kolessa (1867–1945), Literaturwissenschaftler, Ethnograph, Linguist und Politiker, hier geboren